# Communauté de communes de la Région de Couhé
La Communauté de communes de la Région de Couhé est une ancienne communauté de communes française, située dans le département de la Vienne et la région Nouvelle-Aquitaine.
Le 31 décembre 2016, elle fusionne avec la communauté de communes du Pays Gencéen et la communauté de communes des pays civraisien et charlois pour former la communauté de communes du Civraisien en Poitou.

## Composition
Elle est composée des 10 communes suivantes :
| Nom            | Code Insee | Gentilé       | Superficie (km2) | Population (dernière pop. légale) | Densité (hab./km2) |
| -------------- | ---------- | ------------- | ---------------- | --------------------------------- | ------------------ |
| Couhé (siège)  | 86082      | Coéciens      | 9,11             | 1 797 (2014)                      | 197                |
| Anché          | 86003      | Anchéens      | 16,23            | 356 (2014)                        | 22                 |
| Brux           | 86039      | Brucéens      | 35,91            | 747 (2014)                        | 21                 |
| Ceaux-en-Couhé | 86043      | Celléens      | 16,22            | 524 (2014)                        | 32                 |
| Châtillon      | 86067      | Châtillonnais | 5,92             | 244 (2014)                        | 41                 |
| Chaunay        | 86068      | Chaunaisiens  | 38,64            | 1 162 (2014)                      | 30                 |
| Payré          | 86188      | Payréens      | 26,13            | 1 018 (2014)                      | 39                 |
| Romagne        | 86211      | Romagnons     | 40,84            | 855 (2014)                        | 21                 |
| Vaux           | 86278      | Vaucéens      | 25,84            | 800 (2014)                        | 31                 |
| Voulon         | 86296      | Voulonnais    | 8,31             | 440 (2014)                        | 53                 |

## Administration
| Période                                  | Période | Identité        | Étiquette | Qualité            |
| ---------------------------------------- | ------- | --------------- | --------- | ------------------ |
| Les données manquantes sont à compléter. |         |                 |           |                    |
| juillet 2002                             | 2016    | André Sénécheau | DVD       | conseiller général |